# Elecciones estatales de Nuevo León de 2018
Las elecciones estatales de Nuevo León se realizaron el domingo 1 de julio de 2018, simultáneamente con las elecciones federales, y en ellas se renovaron los siguientes cargos de elección popular:
- 42 diputados del Congreso del Estado. De los cuales 26 son electos por mayoría relativa y 16 por representación proporcional.
- 51 ayuntamientos. Compuestos por un presidente municipal y sus regidores. Electos para un periodo de tres años no reelegibles para el periodo siguiente.

## Resultados electorales

### Congreso del Estado de Nuevo León
|  | 27.75 % |

|  | 21.46 % |

|  | 18.37 % |

|  | 10.50 % |

|  | 8.63 % |

|  | 5.39 % |

|  | 3.05 % |

|  | 0.95 % |

|  | 0.58 % |

|  | 0.10 % |

|  | 0.06 % |

|  | 4.00 % |

|  | 100 % |